# Tempelhof

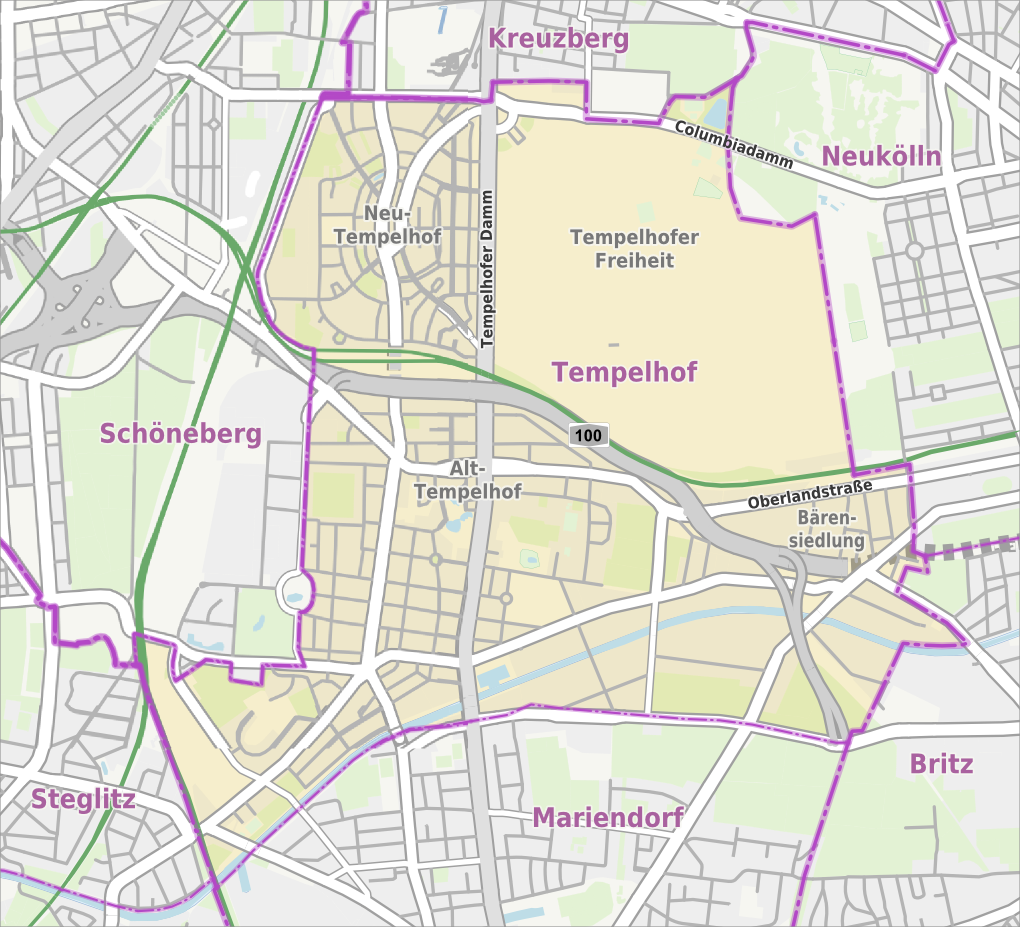
Översiktskarta över stadsdelen Tempelhof

Tempelhof är en stadsdel i Berlin i Tyskland, som ligger söder om Berlins centrum och Kreuzberg.  Stadsdelen har 56 296 invånare (2011) och är sedan 2001 en del av det större administrativa stadsdelsområdet Bezirk Tempelhof-Schöneberg.  Stadsdelen domineras av den sedan 2008 nedlagda flygplatsen Berlin-Tempelhof, som upptar en stor del av dess yta.  I området finns även många industrier.

## Historia

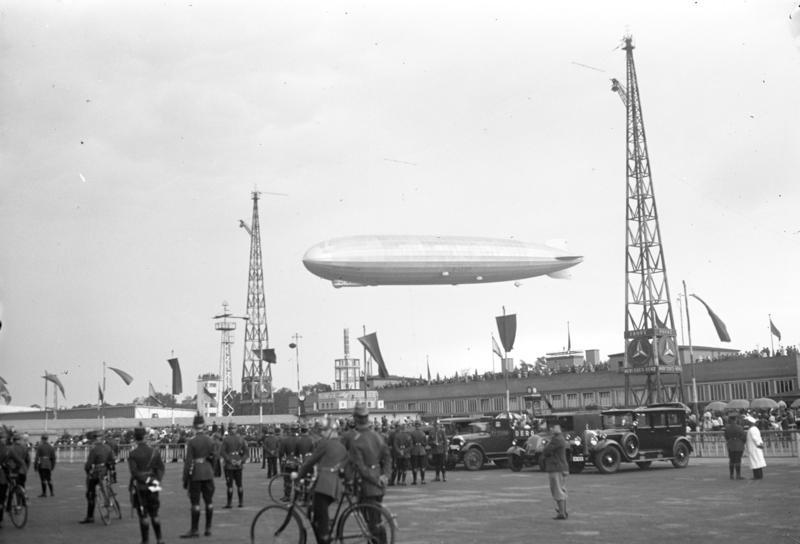
Luftskeppet Graf Zeppelin ankommer till Tempelhof, juli 1931.

Tempelhof har sitt namn efter det komturi som Tempelherreorden grundade på platsen i början av 1200-talet. Vid denna tid uppfördes också den första kyrkan. Orten omnämns skriftligen första gången 1247. Omkring komturiet växte byn Tempelhof upp. I stadsparken strax söder om den gamla bygatan Alt-Tempelhof finns idag Tempelhofs bykyrka, uppförd under mitten av 1200-talet i anslutning till komturiet, ovanpå lämningarna av den första kyrkan. Platsens betydelse visas av att bykyrkan är den största av de medeltida bykyrkorna i Berlins utkanter.
Även de närliggande byarna Mariendorf, Marienfelde och Rixdorf, som idag är stadsdelar i Berlin, uppstod som byar underställda Tempelherreordens komturi i Tempelhof. Efter Tempelherreordens upplösning 1312 genom den påvliga bullan Vox in excelso övergick egendomen i Johanniterordens ägo 1318 genom fördraget i Kremmen, med markgreve Valdemar av Brandenburgs tillstånd. 1435 köptes området av de närbelägna städerna Berlin-Cölln.
Under 1700-talet och 1800-talet användes Tempelhofer Feld som exercisplats av armén.  Sedermera kom fältet att användas för flygexperiment under flygets barndom.  
När Berlin under slutet av 1800-talet och början av 1900-talet expanderade söderut kom västra delen av Tempelhoffältet och södra Tempelhof att bebyggas. 1920 införlivades Tempelhof i Stor-Berlin.  
Under 1920-talet började Lufthansa bedriva reguljära flygningar från Tempelhof. 
Mellan 1934 och 1936 fanns koncentrationslägret Columbia vid norra änden av Tempelhofer Feld.  Lägret användes av nazisterna huvudsakligen för inspärrning av politiska fångar.  Byggnaderna revs 1938 i samband med byggarbeten för flygplatsen Flughafen Berlin-Tempelhof, som invigdes 1939.  Under Berlinblockaden 1948-1949 spelade flygplatsen en viktig roll för stadens försörjning, vilket senare uppmärksammats med ett minnesmärke på Platz der Luftbrücke.
Sedan 2001 är stadsdelsområdet Tempelhof sammanslaget med Schöneberg i Bezirk Tempelhof-Schöneberg.
2010 invigdes Tempelhofer Freiheit, ett park- och rekreationsområde, på det tidigare flygfältet.

## Sevärdheter
Vid Tempelhofer Damm, den stora genomfartsgatan, ligger från norr till söder:
- Luftbrückendenkmal, minnesmärke över luftbron under Berlinblockaden, på Platz der Luftbrücke.
- Flughafen Berlin-Tempelhof, arkitekturhistoriskt viktig flygplatsterminalbyggnad från 1930-talet.  Flygtrafiken är nedlagd sedan 2008.
- Tempelhofer Freiheit, eller Tempelhofer Park, det park- och rekreationsområde som sedan 2010 finns på det 300 hektar stora fältet Tempelhofer Feld, tidigare flygplatsen Tempelhof.
- Den gamla bygatan Alt-Tempelhof, med bebyggelse som delvis är från första halvan av 1800-talet.
- Alter Park, med Tempelhofs medeltida bykyrka. Här låg även Tempelherreordens ursprungliga komturi, som är ursprunget till orten Tempelhof. De sista resterna av godsbyggnaderna revs i slutet av 1800-talet, så att endast kyrkan återstår idag. Tornet förstördes i andra världskriget och återuppbyggdes efter kriget.
- Rådhuset, uppfört 1938.

Vid Teltowkanalen i södra Tempelhof ligger:
- Tempelhofs hamn. Hamnmagasinen är idag ombyggda till galleria och kontor, medan hamnbassängen inrymmer en småbåtshamn och kantas av flera barer, restauranger och caféer.
- Ullsteinhaus, höghus och tryckeribyggnad som byggdes för Ullstein-Verlag mellan 1925 och 1927.
- UFA-fabriken, tidigare lokaler för filmbolaget UFA, numera kulturcentrum.

Andra sevärdheter:
- Schwerbelastungskörper, markbärighetsmätanläggning uppförd under Nazityskland som förberedelse inför byggprojekten för Welthauptstadt Germania.

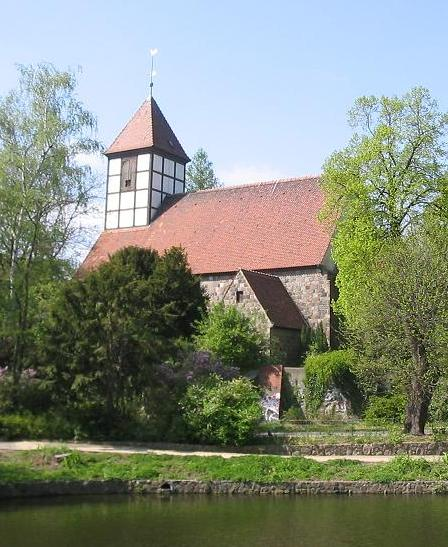
Tempelhofs bykyrka
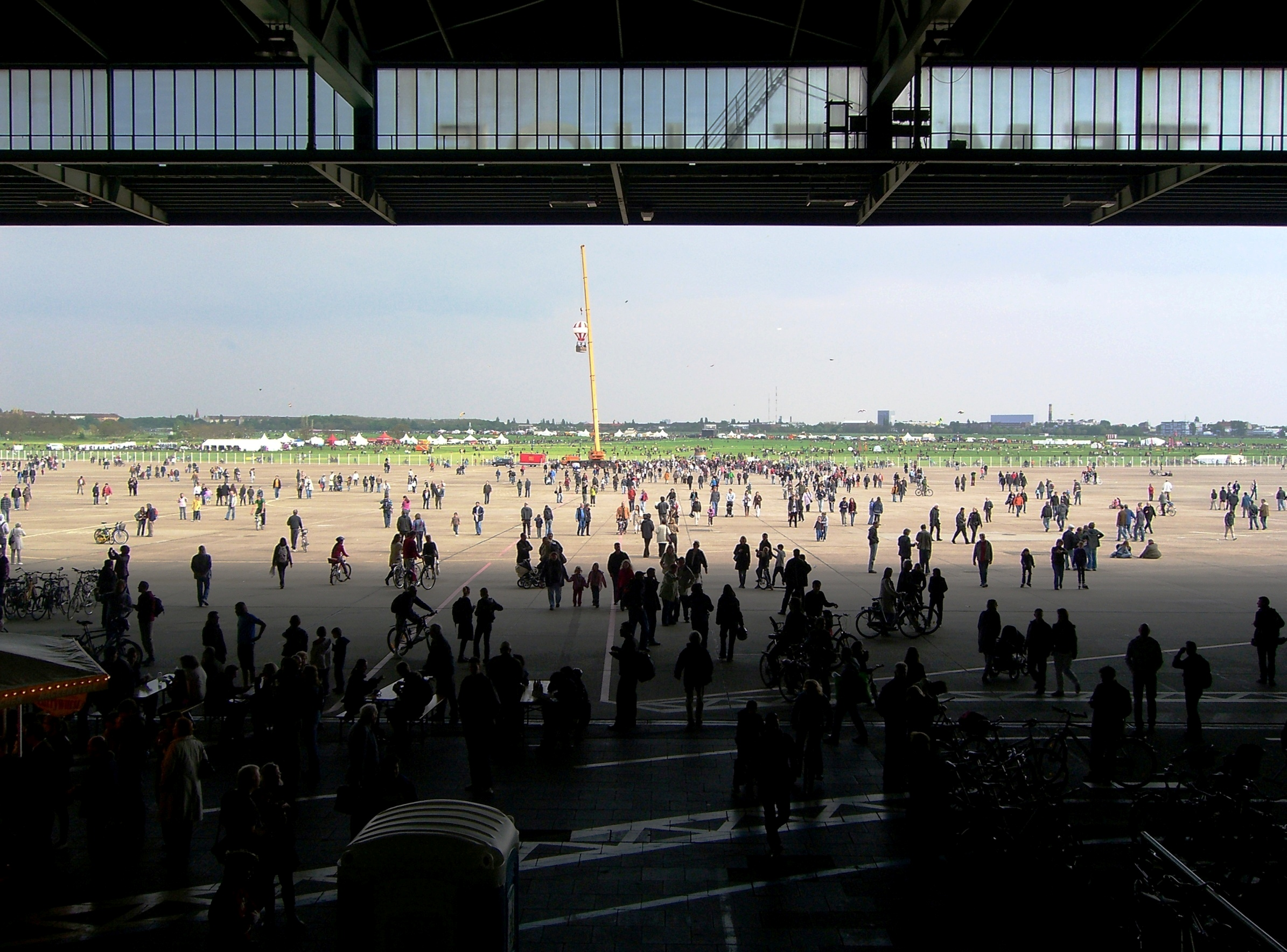
Invigningen av Tempelhofer Freiheit på det tidigare flygplatsområdet i Tempelhof i maj 2010.
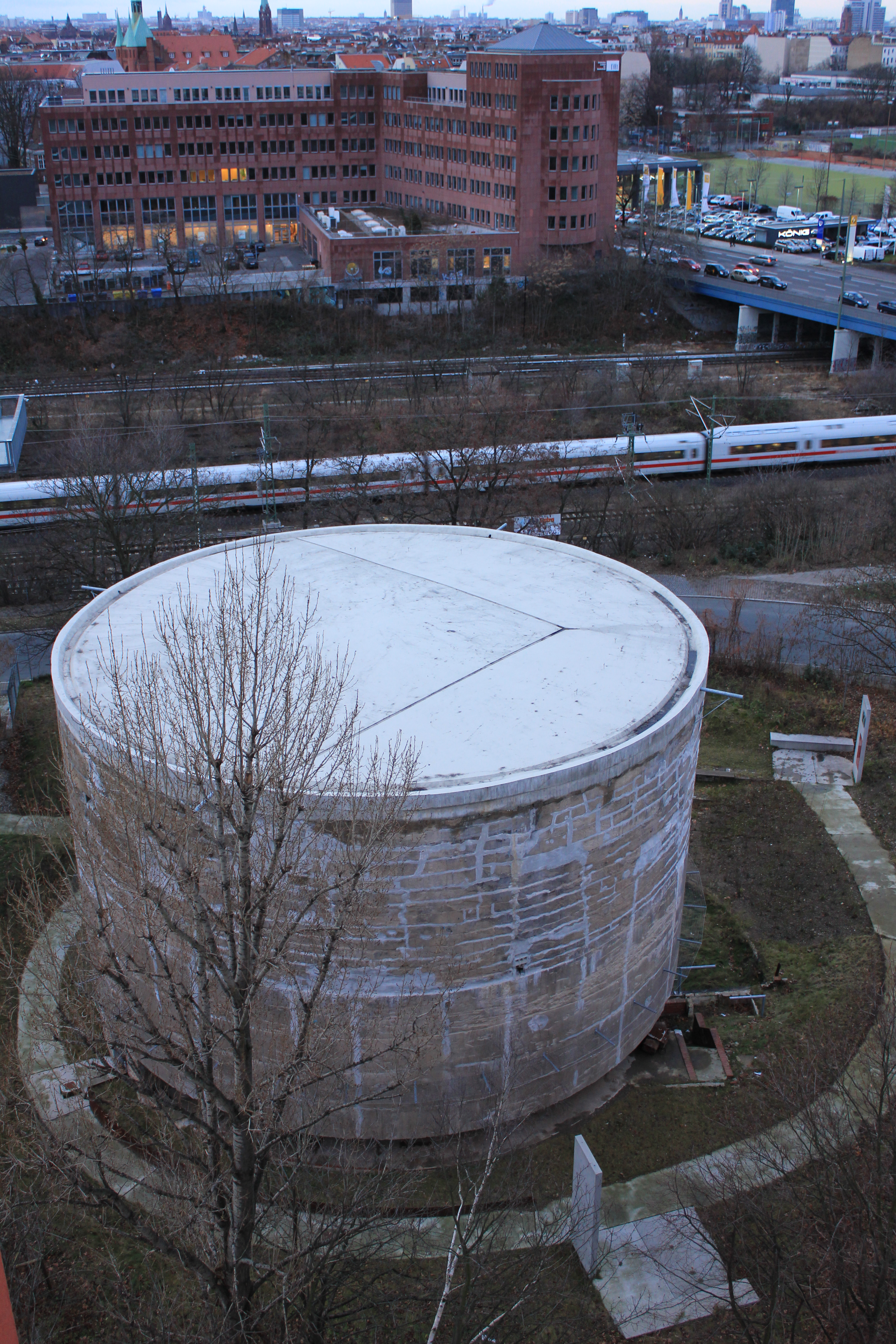
Schwerbelastungskörper

## Kommunikationer
Berlins stadsmotorväg A100 går genom Tempelhof där den ansluter till den nord-sydliga genomfartsgatan B 96, genom Tempelhof benämnd Tempelhofer Damm.
Stationen Tempelhof är en bytesstation för Berlins pendeltåg (S-bahn) och Berlins tunnelbana.  Tunnelbanelinjen U6 genomkorsar Tempelhof i nord-sydlig riktning.
Ett av de mest kända byggnadsverken i Tempelhof är den före detta flygplatsen Flughafen Berlin-Tempelhof, vars flygfält numera är parkområde. 
Teltowkanalen går genom södra Tempelhof och har en hamnbassäng, Tempelhofer Hafen, med tillhörande lagerbyggnader, som numera är småbåtshamn och köpcentrum.

## Kända Tempelhofbor
- Berta Drews (1901-1987), skådespelerska.
- Manny Marc (född 1980), artistnamn för Marc Schneider, musikproducent, DJ och rappare.
- Michael Müller (född 1964), Berlins regerande borgmästare.